# Aframomum singulariflorum
Aframomum singulariflorum là một loài thực vật có hoa trong họ Gừng. Loài này được Dhetchuvi mô tả khoa học đầu tiên năm 1993.